# هوندا تودی
هوندا تودِی (Honda Today) خودرویی است که در سال‌های ۱۹۸۵ تا ۱۹۹۸توسط شرکت خودروسازی ژاپنی هوندا تولید شده‌است.
این خودرو در کلاس خودروی کی قرار گرفته و طراحی آن موتور جلو، محور جلو، یا چهار چرخ محرک بوده است.